# Književnost u 1867.
◄◄ | ◄ | 1864. | 1865. | 1866. | 1867.  | 1868. | 1869. | 1870. | ► | ►►
Arhitektura • Astronomija • Biologija • Fotografija • Glazba • Kazalište • Kemija • Kiparstvo • Knjige • Književnost • Kršćanstvo • Meteorologija • Medicina • Planinarstvo • Politika • Pravo • Promet • Slikarstvo • Šport • Znanost • Željeznički promet
Književnost u 1867.

## Svijet

### Književna djela
- Kockar Fjodora Mihajloviča Dostojevskog
- Peer Gynt Henrika Ibsena
- Thérèse Raquin Emilea Zole

### Smrti
- 31. kolovoza – Charles Baudelaire, francuski pjesnik i kritičar (* 1821.)

## Hrvatska i u Hrvata

### Književna djela
- Zagrebulje Augusta Šenoe

## Vanjske poveznice
|  | Zajednički poslužitelj ima još gradiva o temi Književnost u 1867. |